# Magnetni pretok
Magnétni pretòk (tudi magnétni flúks, oznaka Φm) je merilo za število magnetnih silnic skozi izbrano ploskev. Mednarodni sistem enot predpisuje zanj izpeljano enoto Vs, oziroma weber.
Če poznamo gostoto magnetnega polja oz. gostoto magnetnega pretoka {\displaystyle {\vec {\mathbf {B} }}}, lahko zapišemo splošni izraz za magnetni pretok skozi končno površino S s ploskovnim integralom:
{\displaystyle \Phi _{\mathrm {m} }=\int _{S}{\vec {\mathbf {B} }}\cdot \mathrm {d} {\vec {\mathbf {S} }}\!\,,}
kjer je vektorski element površine ploskve določen kot:
{\displaystyle {\mathrm {d} }{\vec {\mathbf {S} }}={\mathrm {d} }S\cdot {\vec {\mathbf {n} }}\!\,,}
kjer je {\displaystyle {\vec {\mathbf {n} }}} enotski vektor, pravokoten na ploskev.
Magnetni pretok skozi zaključeno površino je enak:
{\displaystyle \Phi _{\mathrm {m} }=0\!\,,}
zaradi dejstva, da ne obstajajo magnetni monopoli. Zveza velja splošno in je znana kot Gaussov zakon o magnetnem pretoku, ki predstavlja eno od Maxwellovih enačb:
{\displaystyle \oint _{S}{\vec {\mathbf {B} }}\cdot \mathrm {d} {\vec {\mathbf {S} }}=0\!\,.}

## Indukcijski zakon
Če cev magnetnih silnic objema zanka, je v zanki inducirana napetost enaka negativni časovni spremembi objetega magnetnega pretoka:
{\displaystyle U_{i}=\oint {\vec {\mathbf {E} }}\cdot \mathrm {d} {\vec {\mathbf {s} }}=-{\frac {\mathrm {d} \Phi _{\mathrm {m} }}{\mathrm {d} t}}\!\,.}
Ugotovitev je znana kot indukcijski zakon ali Faradayev zakon, ki prav tako predstavlja eno od Maxwellovih enačb.